# Xã Gallitzin, Quận Cambria, Pennsylvania
Xã Gallitzin (tiếng Anh: Gallitzin Township) là một xã thuộc quận Cambria, tiểu bang Pennsylvania, Hoa Kỳ. Năm 2010, dân số của xã này là 1.324 người.